# Dirk van der Ven
Dirk van der Ven (* 1. März 1970 in Duisburg) ist ein ehemaliger deutscher Fußballspieler.

## Spielerkarriere
Nach Stationen bei TuS Holzen, VfR Sölde und VfL Schwerte begann der gebürtige Duisburger seine Profikarriere bei der SG Wattenscheid 09 in der 2. Bundesliga in der Saison 1987/88. In seiner Debütsaison kam er auf 11 Einsätze und ein Tor. Auch in seiner zweiten Saison kam er nicht über die Rolle des Ergänzungsspielers hinaus und schoss ein Tor in sieben Spielen. Es folgte der Wechsel zum 1. FC Schweinfurt 05. Hier vermochte er sich auch nicht durchzusetzen und verließ den Verein, um mehrere Jahre unterklassig bei Rot-Weiß Lüdenscheid zu spielen, ehe er 1995 einen neuen Anlauf beim FC Gütersloh versuchte. Mit Gütersloh stieg er im ersten Jahr aus der Regionalliga West/Südwest in die 2. Liga auf und wurde mit 21 Toren Torschützenkönig. In der darauffolgenden Zweitligasaison hatte er als erfolgreichster Torschütze seiner Mannschaft mit zehn Toren erheblichen Anteil am Klassenerhalt des Aufsteigers 1996/97.
Nach der Saison wechselte er wieder in die Regionalliga zu LR Ahlen, wo er nur bis zur Winterpause blieb und anschließend für eineinhalb Jahre zum KFC Uerdingen 05 ging, wo er auch wieder Stammspieler wurde. Mit Arminia Bielefeld spielte er in der Saison 1999/2000 erstmals in der Bundesliga, allerdings stieg er mit der Arminia nach einem Jahr wieder in die 2. Liga ab. 2002 stieg er mit Bielefeld erneut in die Bundesliga auf, war allerdings kein Stammspieler mehr und spielte in seiner zweiten und letzten Bundesligasaison nur noch ein einziges Mal. Nach einem kurzen Abstecher nach Japan zum Yokohama FC stand er für Rot-Weiss Essen in der Regionalliga Nord noch elfmal auf dem Platz, ehe er zu seinem alten Verein FC Gütersloh 2000 und ein Jahr später zur unterklassigen SG Bustedt aus Bünde wechselte.

## Nach der Karriere
Van der Ven war Co-Trainer der Frauenmannschaft des FC Gütersloh 2000. In der Saison 2014/15 war er Co-Trainer von Heiko Bonan beim FC Gütersloh. Zwischen 2017 und 2020 war der ehemalige Bundesligaprofi als Trainer des Fußballkreisligisten Viktoria Rietberg II tätig. Ab 2020 war er für ein Jahr Co-Trainer beim SV Avenwedde. Im Juli 2022 wurde er Cheftrainer der zweiten Mannschaft des FC Gütersloh. Mit dieser gelang ihm in der ersten Saison der Aufstieg in die Bezirksliga.
Heute betreibt er eine Soccerhalle und eine Fußballschule. Für Schlagzeilen in der Presse sorgte Dirk van der Ven noch einmal im Februar 2006, als der Ex-Profi beim Internetauktionshaus Ebay seine Glatze versteigern ließ, auf die er sich Werbung tätowieren lassen wollte.

## Statistik
| Liga          | Spiele (Tore) |
| ------------- | ------------- |
| 1. Bundesliga | 024 0(2)      |
| 2. Bundesliga | 150 (28)      |